# 白砂沙帆
白砂沙帆（日语：／ Shirasu Saho，8月19日—）是日本女聲優，隸屬於Mausu Promotion。

## 配音作品
※粗體字為主要角色。

### 電視動畫
2018年
- 只要別西卜大小姐喜歡就好（女子）

2019年
- 偶像學園Friends！（國民）

2020年
- Lapis Re:LiGHTs（學生）
- 滿溢的水果塔（住民、女學生）

2021年
- 裏世界遠足（學生、街上的人們）
- 龍先生、想要買個家。（齒之妖精）
- 偵探已經，死了。（夏洛特·有坂·安德森）
- BUILD DIVIDE -#000000-（凜風）

2022年
- 戀上換裝娃娃（學生、活動參加者）
- ORIENT 東方少年（五月川早苗）
- 夏日時光（小舟澪）
- BUILD DIVIDE -#FFFFFF-（叶木凜風）
- 式守同學不只可愛而已（女學生）
- 影宅 -2nd Season-
- 組長女兒與保姆
- 遊戲王GO RUSH
- 不道德公會（諾瑪·路恩[1]）
- 孤獨搖滾！（客人）
- IDOLiSH7 Third BEAT!（女性B）

2023年
- 擁有超常技能的異世界流浪美食家（魯薩爾卡[2]）
- 為漣蒼士獻上純潔（天海凪沙[3]）
- 神奇柑仔店 錢天堂（關之瀨夏美）
- 群馬寶寶 第2期（ハニワE）
- 藍色管弦樂（飯塚）
- 轉生貴族的異世界冒險錄～不知自重的眾神使徒～（艾娜庫）
- 巧虎探索奇妙世界（男孩子）
- 物之古物奇譚 第2期（女性）
- 決鬥大師 WIN 決鬥學園篇（艾拉、加油妖精D）
- 文豪Stray Dogs Season 5（警告音声）
- 神劍闖江湖－明治劍客浪漫譚－（小孩）
- 香格里拉·開拓異境～糞作獵手挑戰神作～（美亞、SF-Zoo C）
- 星靈感應（秋月慧）
- 隊長小翼Season2 青少年篇（早川杏美）
- 某大叔的VRMMO活動記（潔法娜[4]）

2024年
- 青之驅魔師 島根啟明結社篇（同級生）
- 魔王學院的不適任者 II ～史上最強的魔王始祖，轉生就讀子孫們的學校～（娜雅）
- 吹響吧！上低音號3（吹奏樂部員）
- 黃昏光影（壽的妹妹）
- 前輩是偽娘（女子A）
- 2.5次元的誘惑（女童B）
- 七大罪 啟示錄四騎士 第2期

2025年
- 平凡上班族到異世界當上了四天王的故事（獸人村民A）
- 搖滾樂是淑女的嗜好（鈴之宮愛莉珠）
- 我是星際國家的惡德領主！（船員、通訊員、少女）
- 使人誤解的工房主～關於原英雄隊伍的雜役人員，實際上除了戰鬥能力外全是SSS的故事～（基爾希爾）
- 末日後酒店（八千代[5]）
- 擁有超常技能的異世界流浪美食家2（魯薩爾卡[6]）

2026年
- 偵探已經，死了。 Season 2（夏洛特·有坂·安德森[7]）

### 網路動畫
2024年
- T·P時光特警（白木陽子[8]）

### 电子游戏
2022年
- 明日方舟（星源）

2023年
- 怪物彈珠 (味見谷料[9]、塞勒姆[10])
- 蕾斯萊莉婭娜的鍊金工房 ～忘卻的鍊金術與極夜的解放者～（蕾斯娜・修特涅利希特）

2024年
- 聖火降魔錄 英雄雲集（拉菈）

2025年
- KANADE（伊織）

## 外部連結
- 經紀公司個人資料頁（日語）
- 白砂沙帆的X（前Twitter）（日語）